# Hypersypnoides obscura
Hypersypnoides obscura là một loài bướm đêm trong họ Erebidae.